# Augenmaß
Augenmaß ist die Fähigkeit zum quantitativen Schätzen der Zielmenge einer Messgröße durch Augenscheinnahme des Objektes oder Vorgangs.
Im übertragenen Sinne wird bei Ermessensentscheidungen von Augenmaß gesprochen, wenn es um die Beachtung der Verhältnismäßigkeit geht („Augenmaß beweisen“).